# Scabiosa angustiloba
Scabiosa angustiloba är en tvåhjärtbladig växtart som först beskrevs av Otto Wilhelm Sonder, och fick sitt nu gällande namn av Brian Laurence Burtt och John Hutchinson. Scabiosa angustiloba ingår i släktet fältväddar, och familjen Dipsacaceae. Inga underarter finns listade i Catalogue of Life.